# Arsenal naval de Maizuru
"Akizuki"

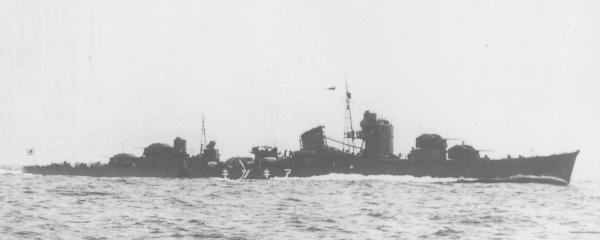
Le "Akizuki" de la marine impériale japonaise, 1942

L'arsenal naval de Maizuru (舞鶴海軍工廠, Maizuru Kaigun Kosho) est l'un des quatre principaux chantiers navals de la marine impériale japonaise.

## Histoire
Le district naval de Maizuru est établi en 1889 en tant que quatrième district naval responsable de la défense du Japon. Après la construction d'un port militaire, des installations de réparations navales sont établies en 1901 et disposent d'une cale sèche. Après l'installation d'un chantier naval en 1903, l'arsenal naval de Maizuru est officiellement établi.
Des cale sèches supplémentaires sont ajoutées en 1904 et 1914. Lorsque la troisième est achevée en 1914, elle est alors la plus grande du Japon.
Après le traité de Washington de 1922, des discussions ont lieu au ministère de la Marine sur la possibilité de fermer les installations qui sont mises en réserve jusqu'en 1936. À cette date, elles sont rouvertes et agrandies, et produisent des navires, des avions et des armes pour l'armée. Elles se spécialisent particulièrement dans les destroyers et les petits navires.

### Après-guerre
Durant la période d'après-guerre, une entreprise privée, Iino Industries Co. Ltd., acquiert les chantiers navals de Maizuru.
En 1963, le site est renommé en Industries lourdes de Maizuru. En 1971, il est absorbé par Hitachi Zosen Corporation. En 2002, Hitachi Zosen partage le site avec JFE Ingénierie.
L'ancien bâtiment de la direction et quelques entrepôts associés aux chantiers navals sont transformés en musées commémoratifs par la ville de Maizuru. Les cales sèches d'avant-guerre et l'une des plus grandes grues sont encore en activité aujourd'hui.